# Give 'Em Hell
Give 'Em Hell è il quinto album in studio da solista del musicista heavy metal Sebastian Bach, pubblicato nel 2014.

## Tracce
1. Hell Inside My Head – 3:57 (Sebastian Bach, KS Anthony, Bob Marlette, Jeff George)
2. Harmony – 3:48 (Bach, Devin Bronson, Duff McKagan, Marlette)
3. All My Friends Are Dead – 4:38 (Bach, Bronson, Marlette, Isaac Carpenter)
4. Temptation – 3:46 (Bach, John Lowery, Johnny Chromatic, Marlette)
5. Push Away – 5:20 (Bach, Steve Stevens)
6. Dominator – 4:32 (Bach, Bronson, Marlette)
7. Had Enough – 4:35 (Bach, Bronson, Stevens, Marlette, KS Anthony)
8. Gun To A Knife Fight – 4:04 (Bach, Stevens, Marlette, KS Anthony)
9. Rock N Roll Is A Vicious Game (April Wine cover) – 4:01 (Myles Goodwyn)
10. Taking Back Tomorrow – 4:01 (Bach, Bronson, Carpenter, Marlette)
11. Disengaged – 3:13 (Bach, Bronson, Marlette, KS Anthony)
12. Forget You – 3:06 (Bach, Bronson, Marlette)

## Formazione
- Sebastian Bach - voce
- Duff McKagan - basso
- Devin Bronson - chitarra
- Bobby Jarzombek - batteria, percussioni

Ospiti
- John 5 - chitarra (4)
- Steve Stevens - chitarra (5,7,8)